# Kay Qubadh Ier
Abû al-Fatha Alâ' ad-Duniyâ wa ad-Dîn al Sultân al-Mu`zim Kay Qubadh ben Kay Khusraw, Alaeddin Keykubad ou Kay Qubadh Ier est un sultan seldjoukide de Rum. Il est le second fils de Kay Khusraw Ier né vers 1188 et le successeur de son frère aîné Kay Kâwus Ier en 1220. Il meurt en mai 1237, son fils Kay Khusraw II lui succède.

## Biographie
En 1216, son frère aîné Kay Kâwus Ier craint un coup d'État, aussi emprisonne-t-il Alâ' ad-Dîn Kay Qubadh à Ankara pendant tout son règne. À la mort de son aîné, `Alâ' ad-Dîn Kay Qubadh est libéré et il lui succède en 1219.

### Le règne (1219-1237)

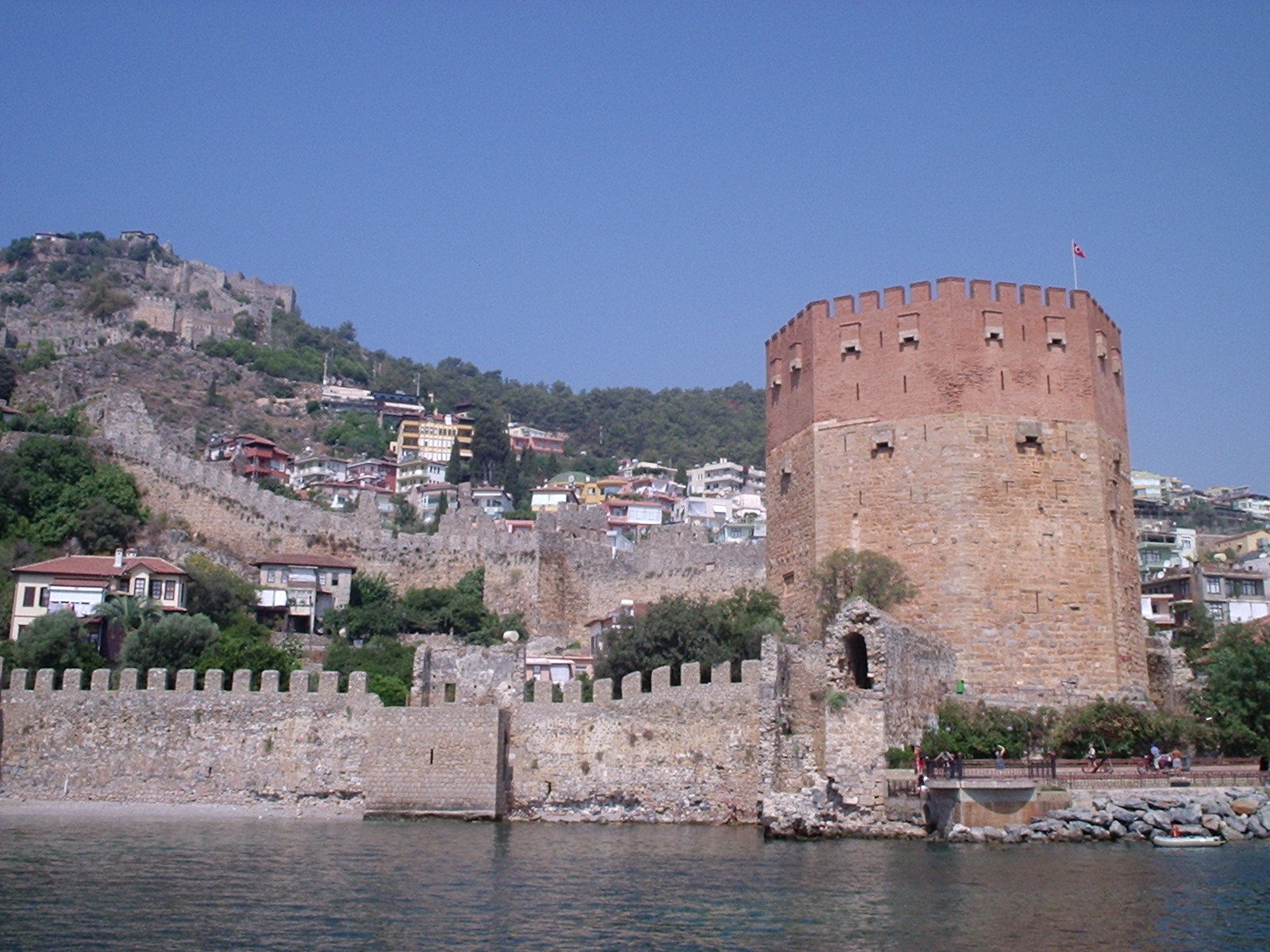
Kızıl Kule (La Tour rouge) construite par Kay Qubadh à Alanya

En 1221, `Alâ' ad-Dîn Kay Qubadh assiège la forteresse de Kalonoros (future Alanya) détenue jusque-là par Kir Farid Ce dernier est contraint de se rendre. En échange de la province d'Akşehir, Kir Farid donne sa fille Mahperi Huand en mariage à Kay Qubadh.
En 1222, il prend la forteresse de Kahta.
En 1225, Kay Qubadh organise une expédition vers la Crimée à travers la Mer Noire. Dans le même temps, il envoie des troupes à la conquête de la Petite-Arménie. Le royaume d'Arménie se réduit de plus en plus pour devenir un État vassal des seldjoukides.
En 1228, Kay Qubadh renverse le beylicat de Mengüchek (région d'Erzincan). Dans le même temps, le Comnène de Trébizonde comptant sur le soutien des Khwârazm-Shahs, se révolte contre la tutelle des Seldjoukides et attaque les ports de Samsun et Sinope. En réponse, Kay Qubadh envoie sa flotte de la Mer Noire attaquer les côtes de jusqu'à Ünye. Une armée venant d'Erzincan avance vers Maçka et assiège Trébizonde. Les intempéries obligent les Seldjoukides à lever le siège et un prince seldjoukide est fait prisonnier par les Grecs. Néanmoins les Grecs de Trébizonde sont contraints de renouveler leur traité de vassalité et de payer un tribut annuel qui vient renforcer les crédits militaires des Seldjoukides.
Kay Qubadh, plus que d'autres, est conscient du danger que représentent les armées mongoles. Il propose un traité au Khwârazm-Shah Jalâl ad-Dîn. Mais ce traité n'aboutit pas.
Le 10 août 1230, Après une victoire à Ahlat, Jalâl ad-Dîn affronte les armées de Kay Qubadh à Yassi Chemen (entre Sivas et Erzincan). L'affrontement se solde par une défaite de Jalâl ad-Dîn, qui ne s'en relèvera pas. Kay Qubadh prend Erzurum à son cousin, jadis allié de Jalâl ad-Dîn. De là, Kay Qubadh envoie ses armées en Géorgie, s'empare de nombreuses forteresses et soumet la reine de Géorgie Rousoudan Ire. Il se dirige alors contre les Ayyoubides. Il emporte toutes les places fortes entre Ahlat et le lac de Van. Tandis qu'il prend toutes ces précautions pour se protéger des Mongols, il signe un traité de paix avec le grand Khan Ögödei en lui envoyant des ambassadeurs. Les Ayyoubides de Syrie et Artukides de Diyarbakır reconnaissent la suzeraineté de Kay Qubadh.
En 1237, son fils aîné Ghiyath ad-Dîn Kay Khusraw se marie en troisièmes noces avec Thamar, la fille de la reine de Géorgie Rousoudan Ire et petite-fille du sultan seldjoukide Tuğrul II. Le père de Thamar s'était converti au christianisme orthodoxe pour épouser Rousoudan Ire. Thamar se convertit à l'Islam et devient Gürcü Hatun (ou Ghurji Khatun). Ce mariage devait assurer la paix entre la Géorgie et les Seldjoukides d'Anatolie.

### La succession
Kay Qubadh décède fin mai 1237. C'est le dernier Seldjoukide de Roum à être un souverain indépendant.
Kay Qubadh a eu quatre enfants, trois fils et une fille. Cette succession n'a pas fait l'objet des querelles qui affaiblissent régulièrement le sultanat de Roum alors au sommet de sa puissance :
- Ghiyath ad-Dîn Kay Khusraw succède à son père sous le nom de Kay Khusraw II.
- `Izz ad-Dîn
- Rukn ad-Dîn
- Malika Khatun née en 1228/29 se marie avec Al-Nasir Yusuf Sultan Ayyoubide d'Alep et de Damas en 1254/55[3].

## Héritage

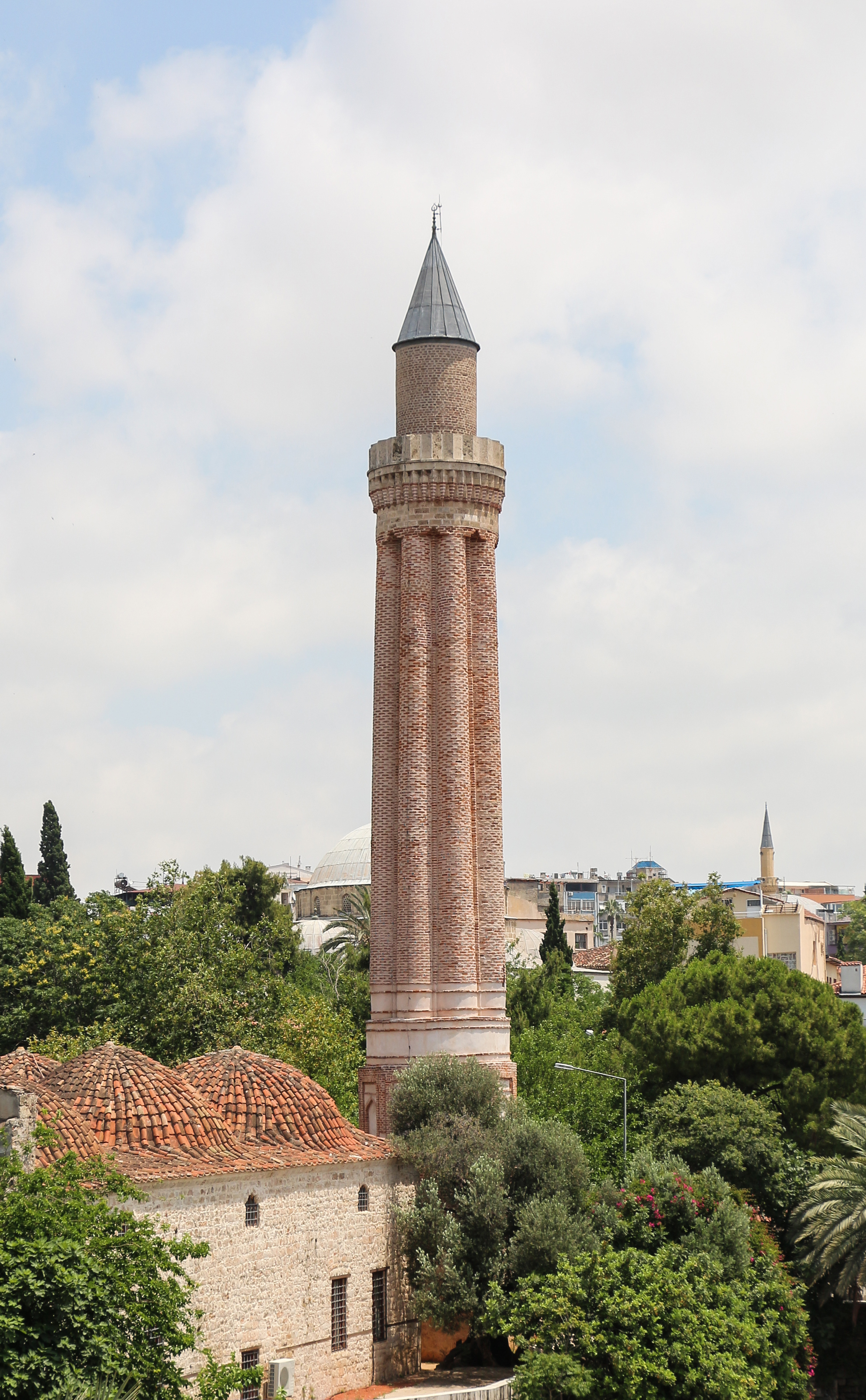
La mosquée Yivli Minare, construite par Kay Qubadh à Antalya.

Le règne d'`Alâ' ad-Dîn Kay Qubadh marque l'apogée des seldjoukides de Roum. L'Asie connaît l'invasion mongole. Kay Qubadh consolide les fortifications des villes de Konya, Kayseri et Sivas. Il restaure la forteresse de Kalonoros sur la côte méditerranéenne, forteresse qu'il a conquise et qu'il renomme de son propre nom `Alâ'iyya (actuellement Alanya) et dont il fait sa capitale d'hivers. Il renforce la puissance seldjoukide en faisant construire un arsenal. Il fait construire de nombreuses mosquées, madrasas, hôpitaux, ponts et surtout des caravansérails comme :
- Sultan Han Aksaray construit en 1229 à Sultanhan dans le district d'Aksaray de la province de Konya. C'est le plus grand d'Anatolie[8],
- Sultan Han Kayseri (Palaz Sultan Han, Tuzhisar Sultan Han, Kayseri-Bunyan Sultan Han ou Büyük Kervansarayı), construit de 1232 à 1236 à Tuzhisar dans la province de Kayseri[9]
- Karatay Han, construit en 1240/1241 à Karadayi dans la province de Kayseri[10],[11]
- Alara Han, construit en 1231 à Ulugüney dans la province d'Antalya[12]
- Zazadin Han, construit en 1236-1237 à Tömek dans la province de Konya[13]
- Çardak Han (Han Abat), construit en 1230 à dans la province de Denizli[14]
- Kadin Han, construit en 1223 à Kadinhan dans la province de Konya[15]
- Ertokuş Han (Gelendost Han), construit en 1223-1224 à Yeşilköy dans la province d'Isparta[16]
- Eğridir Han, construit en 1237-38 à Eğridir dans la province d'Isparta[17]
- Eshab-i Keyf Han (Afşin Han), construit au début du XIIe siècle à Afşin dans la province de Kahramanmaraş[18]
- La partie couverte d'Ağzikara Han (Hoca Mesud ou Kiosk Cami Han), construit en 1231 (la cour est construite en 1237), à Ağzikara dans la province d'Aksaray[19].

Bon nombre de ces monuments sont encore visibles et sont les témoins de cet âge d'or. Outre l'achèvement du palais seldjoukide de Konya il a fait construire son palais d'été de Kayseri (Kaykubadye Saray) dont les vestiges ont fait l'objet de fouilles. Ses qualités de souverain le font connaître sous le nom de « Kay Qubadh le Grand ».

### Kay Qubadh Ier dans la culture populaire
La série télévisée turque Diriliş: Ertuğrul, qui relate de manière romancière la vie d'Ertuğrul de 2014 à 2019, il est interprété par Burak Hakkı.